# Sikkim-Großklauenspitzmaus
Die Sikkim-Großklauenspitzmaus (Soriculus nigrescens) ist eine in Asien lebende Säugetierart aus der Familie der Spitzmäuse (Soricidae).

## Merkmale
Die Sikkim-Großklauenspitzmaus ist eine mittelgroße, verhältnismäßig stämmige Spitzmaus mit kurzem Schwanz. Die Krallen der Vorderpfoten sind vergrößert, was auf eine zumindest teilweise grabende Lebensweise hindeuten könnte. Das Fell ist bräunlich oder grau gefärbt. Diese Tiere erreichen eine Kopfrumpflänge von 8 bis 10 Zentimetern und ein Gewicht von 12 bis 16 Gramm.

## Verbreitung und Lebensweise
Diese Spitzmausart ist in der Himalaya-Region beheimatet. Ihr Verbreitungsgebiet wurde ursprünglich mit dem nördlichen Indien (Sikkim), Nepal, Bhutan, dem nördlichen Myanmar und dem südlichen Tibet angegeben. Molekulargenetische Studien aus den 2020er Jahren ergaben aber eine stärkere Diversifizierung der Gattung Soriculus in mehrere Arten. Demnach weist die Sikkim-Großklauenspitzmaus das ausgedehnteste Verbreitungsgebiet auf. Die ehemals als Synonym geführte Form Soriculus minor ist im nördlichen Indien, Bhutan und im nördlichen Myanmar verbreitet. Für da südliche Tibet wurden mit Soriculus nivatus, Soriculus medogensis und Soriculus beibengensis weitere Arten beschrieben.
Der Lebensraum der Sikkim-Großklauenspitzmaus sind Wälder und andere mit Vegetation bestandene Gebiete, sie kommen in Seehöhen von bis zu 4200 Metern vor. Über die Lebensweise ist wenig bekannt. Als Ruheplatz errichtet sie ein kugelförmiges Gebilde aus getrockneten Gräsern, das mit Steinen umgeben wird. Ihre Nahrung dürfte aus Insekten und anderen kleinen Tieren bestehen.
Diese Spitzmaus zählt nicht zu den bedrohten Arten.